# Дерунов, Михаил Дмитриевич
Михаил Дмитриевич Дерунов — советский хозяйственный, государственный и политический деятель, Герой Социалистического Труда.

## Биография
Родился в 1930 году в еревне Пороевка. Член КПСС с 1975 года.
С 1946 года — на хозяйственной, общественной и политической работе. В 1946—1990 гг. — работник колхоза «Прамень», тракторист в укрупнённом колхозе «Победа», звеньевой тракторного звена колхоза «Победа» Чаусского района Могилёвской области Белорусской ССР.
Указом Президиума Верховного Совета СССР от 12 апреля 1979 года присвоено звание Героя Социалистического Труда с вручением ордена Ленина и золотой медали «Серп и Молот».
Избирался депутатом Верховного Совета Белорусской ССР 11-го созыва.
Умер в деревне Пороевка в 2008 году.